# Sphinctour
Albums de Ministry
Greatest Fits
(2001) Animositisomina
(2003)
Sphinctour est le deuxième album live tiré de la tournée mondiale du groupe Ministry de 1996.

## Titres
1. Psalm 69 (5:04) (Élysée Montmartre, Paris)
2. Crumbs (3:54) (Congresscenter, Stuttgart)
3. Reload (2:33) (Convention Center, Albuquerque)
4. Filth Pig (6:30) (The Varsity Arena, Toronto)
5. Just One Fix (4:38) (Aragon#2, Chicago)
6. N.W.O. (6:04) (The Palladium#1, Los Angeles)
7. Hero (2:38) (Gaswerk, Hambourg)
8. Thieves (5:14) (Mercer Arena, Seattle)
9. Scarecrow (7:56) (Jesolo Beach Festival, Venise)
10. Lava (8:43) (Dour Festival, Bruxelles)
11. The Fall (8:02) (Brixton Academy, Londres)